# Saint Asonia
Saint Asonia (Eigenschreibweise: SΔINT ΔSONIΔ) ist eine kanadische Rockband aus Toronto. Die Mitglieder sind bzw. waren in Bands wie Three Days Grace, Staind oder Finger Eleven aktiv, wodurch Saint Asonia auch als Supergroup bezeichnet wird.

## Geschichte

### Gründung und erstes Album (2015 bis 2017)

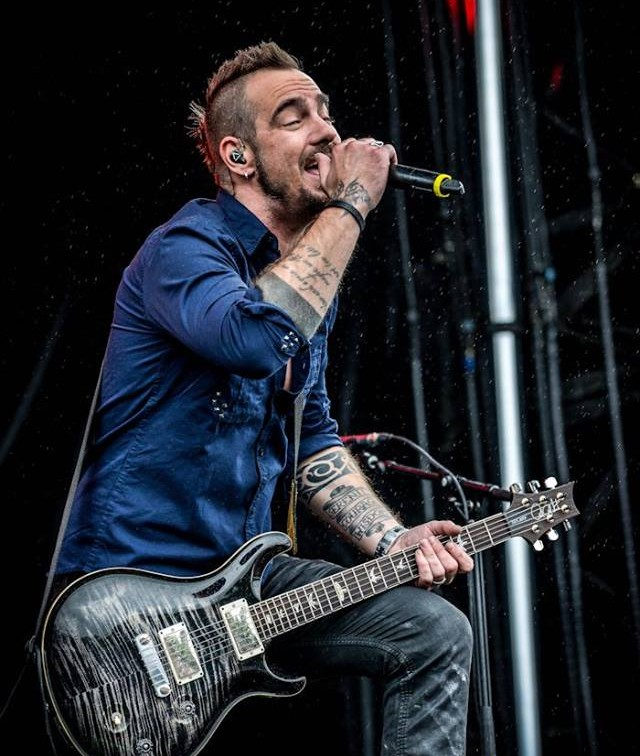
Sänger Adam Gontier 2015

Im Dezember 2012 verließ der Sänger Adam Gontier die Band Three Days Grace. Kurze Zeit später wurde Gontier vom Gitarristen Mike Mushok kontaktiert, dessen Band Staind gerade inaktiv war und zwischenzeitlich in der Band Newsted spielte. Ursprünglich wollten die beiden Musiker nur zusammen Musik schreiben. Als sie jedoch 15 Lieder fertig gestellt hatten, entschlossen sich Gontier und Mushok im Jahre 2015, eine Band zu gründen. Für das Schlagzeug wurde Rich Beddoe verpflichtet, der Ende 2013 die Band Finger Eleven verließ. Den Bass übernahm Corey Lowery, der unter anderem für Stuck Mojo, Stereomud oder Dark New Day spielte.
Zusammen mit dem Produzenten Johnny K nahmen Saint Asonia ihr Debütalbum auf. Am 16. Mai 2015 veröffentlichte die Band mit Better Place ihre erste Single und spielte ihr erstes Konzert im Rahmen des Festivals Rock on the Range in Columbus. Am 31. Juli 2015 veröffentlichte die Band ihr selbstbetiteltes Debütalbum, dass auf Platz neun der kanadischen und Platz 29 der US-amerikanischen Albumcharts einstieg. Nach einer kurzen eigenen Headlinertournee im August 2015 folgte im Oktober eine Tournee im Vorprogramm von Seether. Bei den Loudwire Music Awards 2015 wurden Saint Asonia als beste neue Band ausgezeichnet.
Eine Nominierung erhielten Saint Asonia bei den Canadian Radio Music Awards in der Kategorie Best New Group or Solo Artist: Mainstream Rock. Der Preis ging allerdings an Standstills. Im Sommer 2016 spielten Saint Asonia eine Nordamerikatournee und eröffneten zusammen mit Alter Bridge für die beiden Headliner Disturbed und Breaking Benjamin. Darüber hinaus spielte die Band noch bei den Festivals Heavy Montréal, Carolina Rebellion, Louder Than Life und dem Chicago Open Air und veröffentlichten eine Coverversion des Liedes I Don’t Care Anymore von Phil Collins.

### Flawed DesignundIntrovert/Extrovert(seit 2017)

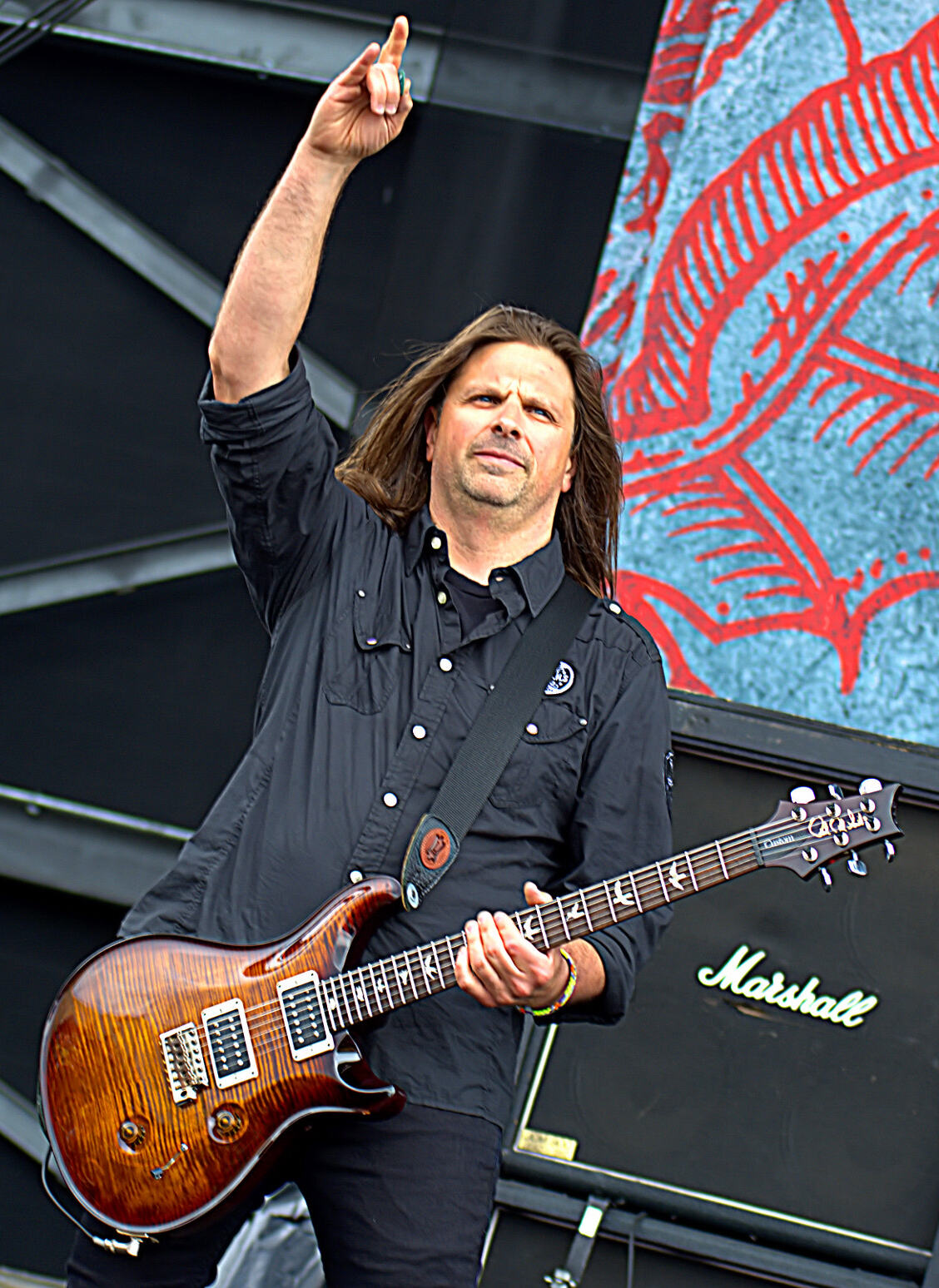
Gitarrist Mike Mushok

Im Sommer 2017 verließ der Schlagzeuger Rich Beddoe die Band und wurde durch Sal Giancarelli von der Band Staind ersetzt. Ein Jahr später verließ auch der Bassist Corey Lowery Saint Asonia um sich der Band Seether anzuschließen. Sein Nachfolger wurde Cale Gontier von der Band Art of Dying, der gleichzeitig der Cousin des Sängers Adam Gontier ist. Saint Asonia wechselten die Plattenfirma und unterschrieben einen neuen Vertrag bei Spinefarm Records. Anfang 2019 begannen die Arbeiten für das zweite Studioalbum, das von Brian Sperber produziert wurde. Das Album mit dem Titel Flawed Design erschien am 25. Oktober 2019. Gastsänger auf der ersten Single The Hunted ist Sully Erna von der Band Godsmack. Weitere Gastsänger sind Sharon den Adel (Within Temptation) und Dustin Bates (Starset). Flawed Design erreichte Platz 68 der kanadischen und Platz 171 der US-amerikanischen Albumcharts.
Im Frühjahr und Sommer 2020 sollten Saint Asonia zunächst gemeinsam mit Alter Bridge und Black Stone Cherry auf Nordamerikatournee gehen. Danach sollte eine weitere Nordamerikatournee mit dem Headliner Breaking Benjamin sowie Bush, Theory of a Deadman und Cory Marks folgen. Beide Tourneen wurden jedoch wegen der COVID-19-Pandemie verschoben bzw. abgesagt. Gleichzeitig verließ Schlagzeuger Sal Giancarelli die Band wieder und wurde durch Cody Watkins von der Band Art of Dying ersetzt. Am 18. November 2021 veröffentlichten Saint Asonia eine Coverversion des Liedes Blinding Lights, im Original von The Weeknd. Am 1. Juli 2022 veröffentlichte die Band die EP Introvert. Am 18. November 2022 folgte die EP Extrovert. Am 9. Dezember 2022 veröffentlichte die Band ihr erstes Kompilationsalbum Introvert/Extrovert. Im Frühjahr 2023 spielten Saint Asonia zusammen mit Skillet und Theory of a Deadman die Rock Resurrection Tournee durch Nordamerika. Mike Mushok wurde dabei durch Tavis Stanley von der Band Adelitas Way vertreten.

## Diskografie

### Alben
| Jahr | Titel Musiklabel                | Höchstplatzierung, Gesamtwochen, AuszeichnungChartplatzierungen (Jahr, Titel, Musiklabel, Platzierungen, Wochen, Auszeichnungen, Anmerkungen) | Höchstplatzierung, Gesamtwochen, AuszeichnungChartplatzierungen (Jahr, Titel, Musiklabel, Platzierungen, Wochen, Auszeichnungen, Anmerkungen) | Anmerkungen                            |
| Jahr | Titel Musiklabel                | US | CA | Anmerkungen                            |
| ---- | ------------------------------- | --- | --- | -------------------------------------- |
| 2015 | Saint Asonia RCA Records        | US29 (1 Wo.)US | CA9 (1 Wo.)CA | Erstveröffentlichung: 31. Juli 2015    |
| 2019 | Flawed Design Spinefarm Records | US171 (1 Wo.)US | CA68 (1 Wo.)CA | Erstveröffentlichung: 25. Oktober 2019 |

### EPs
- 2022: Introvert
- 2022: Extrovert

### Singles
- 2015: Better Place
- 2015: Let Me Live My Life
- 2016: I Don’t Care Anymore
- 2019: The Hunted (feat. Sully Erna)
- 2020: Blind
- 2021: Blinding Lights (Original: The Weeknd)
- 2022: Better Late Than Never
- 2023: Devastate
- 2023: Wolf (feat. John Cooper)

### Musikvideos
- 2015: Better Place
- 2017: Fairy Tale
- 2019: The Hunted
- 2020: Ghost
- 2022: Above It All
- 2023: Devastate

## Auszeichnungen
Canadian Radio Music Awards
| Jahr | Kategorie                                      | für          | Resultat  |
| ---- | ---------------------------------------------- | ------------ | --------- |
| 2016 | Best New Group or Solo Artist: Mainstream Rock | Saint Asonia | Nominiert |

Loudwire Music Awards
| Jahr | Kategorie       | für          | Resultat |
| ---- | --------------- | ------------ | -------- |
| 2015 | Best New Artist | Saint Asonia | Gewonnen |